# ふじかわ農業協同組合
ふじかわ農業協同組合（ふじかわのうぎょうきょうどうくみあい、通称:JAふじかわ）は山梨県の峡南地域を管轄していた農業協同組合である。

## 概要
1999年（平成11年）に南巨摩郡内にあった農業協同組合を統合し誕生した。設立当初は増穂町（現在の富士川町）に本店・北本部、南部町に本店・南本部を置いていたが、現在は富士川町に本店が設置されている。エリア内には8つの支店があるほか、2つの営農生活センター、3つのセレモニーホール、2つの直売所がある。
2019年（平成31年）2月1日に甲府市農業協同組合（JA甲府市）、中巨摩東部農業協同組合（JA中巨摩東部）、西八代郡農業協同組合（JA西八代）と統合し山梨みらい農業協同組合（JA山梨みらい）が発足した。

## 管轄エリア
- 富士川町
- 早川町（エリアに含まれるが、支店などの施設がない）
- 身延町（但し、旧下部町域は西八代郡農業協同組合管轄のため除外）
- 南部町

## 店舗一覧
| 店舗名         | 所在地               | ATM | 備考                     |
| -------------- | -------------------- | --- | ------------------------ |
| 本店・青柳支店 | 富士川町青柳町910    | 〇  |                          |
| 増穂支店       | 富士川町天神中条1110 |     | 北部営農生活センター併設 |
| 鰍沢支店       | 富士川町鰍沢1202‐1   |     |                          |
| 中富支店       | 身延町西島625        |     |                          |
| 身延支店       | 身延町梅平2447       | 〇  |                          |
| 栄支店         | 南部町内船4812       | 〇  | 南部営農生活センター併設 |
| 南部支店       | 南部町本郷4361       |     |                          |
| 富沢支店       | 南部町福士2705‐3     | 〇  |                          |

## 地域の主な産物
- ユズ（富士川町）
- あけぼの大豆（身延町）
- 湯葉（身延町）
- 南部茶（南部町）
- タケノコ（南部町）

その他ブドウ、モモ、ワインなども取り扱っている。

## 着服問題
2003年9月、当時の係長が数年にわたり架空口座に現金を振り込ませるなどして着服していたことが発覚。元係長は海外に逃亡したため山梨県警鰍沢署は国際指名手配に踏み切ったが、2007年5月に成田国際空港から帰国したため同所で逮捕された。なお、着服した金額は元係長の両親が返済することで和解している。